# Rumień dłoni

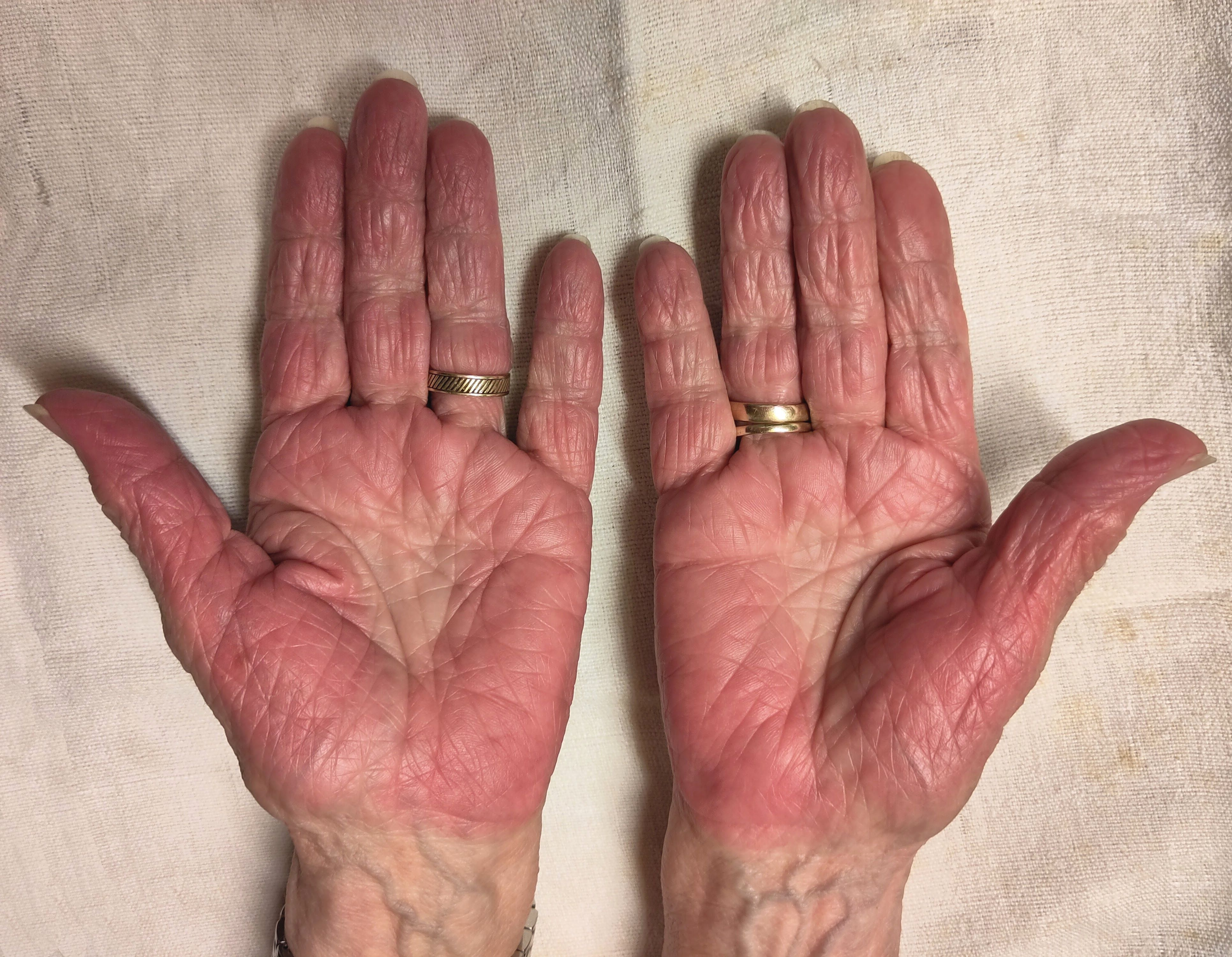

Rumień dłoni (łac. erythema palmarum; ang. palmar erythema, liver palms) – zaczerwienienie kłębu i kłębika na dłoniach. Występowanie rumenia dłoni wiąże się z różnymi stanami fizjologicznymi jak i patologicznymi, wśród których głównym jest nadciśnienie wrotne. Występuje także w niewydolności wątroby. Rumień dłoni może być wywoływany różnymi dermatozami, takimi jak łuszczyca i wyprysk. Może także występować bez związku z jakąkolwiek chorobą. Uważa się, że rumień powstaje w wyniku działania podwyższonego poziomu estrogenów. Rumień dłoni występuje u około 30% pacjentów z reumatoidalnym zapaleniem stawów, zwłaszcza u tych, którzy mają podniesiony poziom hemoglobiny.